# 圣索旺 (滨海夏朗德省)
圣索旺（法語：Saint-Sauvant，法語發音：[sɛ̃ sovɑ̃]）是法国滨海夏朗德省的一个市镇，属于桑特区。

## 地理
圣索旺（45°44'21"N, 0°30'14"W）面积7.05 平方千米，位于法国新阿基坦大区滨海夏朗德省，该省份为法国西部滨海省份，北起旺代省，西临大西洋，南至吉倫特省，东南接多爾多涅省，东北接德塞夫勒省接壤，东临夏朗德省。
与圣索旺接壤的市镇（或旧市镇、城区）包括：沙尼耶、谢拉克、夏朗德河畔栋皮埃尔、圣塞赛尔。

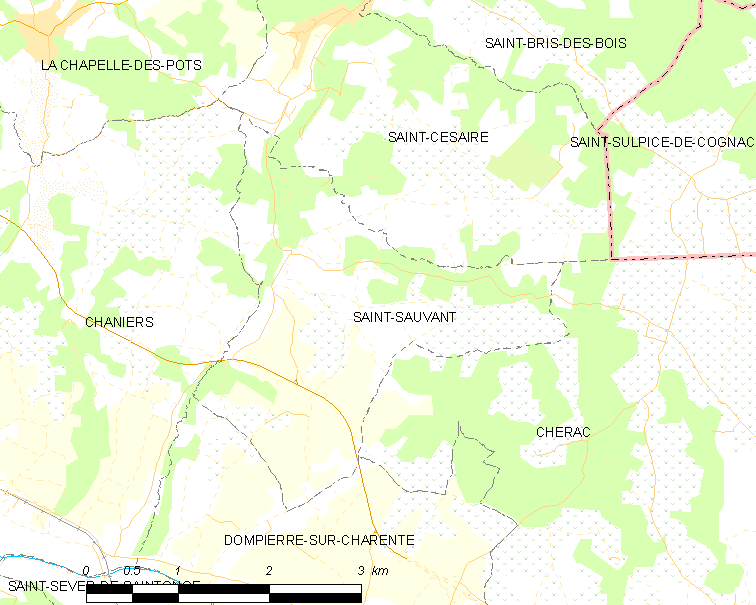
的OSM定位图

圣索旺的时区为UTC+01:00、UTC+02:00（夏令时）。

## 行政
圣索旺的邮政编码为17610，INSEE市镇编码为17395。

## 政治
圣索旺所属的省级选区为沙尼耶县。

## 人口

1962-2008年间人口变化图示

圣索旺于2022年1月1日时的人口数量为514人。